# Аня из Инглсайда
«Аня из Инглсайда» — роман канадской писательницы Люси Мод Монтгомери, впервые опубликованный в 1939 году. Продолжение романа «Анин Дом Мечты». Возраст Ани Блайт в книге — от 34 до 40 лет.

## Сюжет
Аня и Гилберт счастливо женаты и с пятью детьми и уже вошедшей в семью Сюзан Бейкер живут в любимом Инглсайде. Их жизнь отравляет только приехавшая в гости на неопределённый срок тётка Гилберта, Мэри Мерайя — брюзгливая, ворчливая, самолюбивая и с полным отсутствием воображения. Но даже её вечное занудство не может помешать весёлым играм маленьких Блайтов и счастью Ани и Гилберта.
Все дети Ани растут, учатся, находят истинных и ложных друзей, попадают в переделки, сходные с теми, через которые когда-то прошла в детстве сама Аня. Джем, старший из детей, ужасно хочет вырасти и из-за этого иногда ссорится с родителями, братьями и сёстрами. Уолтера многие считают странным за поэтическую натуру. Ди очень доверчива и поддаётся на уловки школьных лицемерок и обманщиц... Но всех могут утешить и ободрить любящие мать и отец.
К радости всех членов семьи (кроме, возможно, тёти Мэри Мерайи), у Ани рождается шестой ребёнок, девочка Рилла. А тётя Мэри Мерайя вскорости уезжает, обидившись на Аню за то, что та устроила праздник по случаю её дня рождения и тем самым, мол, уведомила всех о возрасте Мэри Мерайи.
Завершается роман пятнадцатой годовщиной свадьбы Ани и Гилберта. В этот день у Ани ужасное настроение: ей кажется, что Гилберт в последнее время охладел к ней. Это, казалось бы, подтверждается тем, что Гилберт не то что не дарит ей ничего на годовщину свадьбы, а будто бы совсем забыл об этой дате. А вечером того же дня супругам приходится приехать в гости к вдовой и бездетной Кристине Стюарт, к которой Аня безумно ревновала в студенческие годы. В гостях Ане кажется, что Гилберт ухаживает за Кристиной, и несчастная женщина не находит себе места от отчаяния.
Но в итоге всё разъясняется: Гилберт был не холоден с Аней, а просто обеспокоен трудно поддающейся лечению болезнью одной из пациенток; комплименты Кристине он делал только из вежливости, мысленно удивляясь, как та подурнела и озлобилась; ну а что касается подарка к годовщине свадьбы, то он, заказанный Гилбертом по почте, запаздывал и был получен поздним вечером. Гилберт и Аня мирятся и решают поехать на «второй медовый месяц» в Европу, куда Гилберту как раз нужно отправиться по делам.

## Основные персонажи
- Аня Блайт, жизнерадостная, юная душой женщина, жена доктора Гилберта Блайта, мать шестерых детей. Поощряет развитие фантазии у детей (не только своих). Иногда пишет и публикует литературные зарисовки. В конце романа переживает депрессию, связанную с сильным переутомлением и беспокойством о Гилберте.
- Гилберт Блайт, предприимчивый врач, успешно практикующий в Глене св. Марии, муж Ани Блайт, отец шестерых детей. Любит жену ничуть не меньше, чем в первые годы брака. Очень трепетно относится к «родственному долгу», что и помешало ему сурово выставить из дома тётю Мэри Мерайю.
- Джем (Джеймс Мэтью) Блайт, старший сын Ани и Гилберта, назван в честь покойных капитана Джима и Мэтью Касберта. Хочет быть самостоятельным и взрослым, но по-прежнему очень любит родителей и почти всегда их слушается.
- Уолтер (Уолтер Касберт) Блайт, второй сын Ани и Гилберта, назван в честь отца Ани Уолтера и Мариллы и Мэтью Касбертов. Мечтательный, чувствительный мальчик, за что часто подвергается насмешкам со стороны приятелей.
- Нэн (Анна) Блайт, дочка Ани и Гилберта, темноволосая и темноглазая, совершенно не похожая на сестру-близняшку Ди. Названа в честь матери.
- Ди (Диана) Блайт, дочка Ани и Гилберта, рыжеволосая и зеленоглазая. Названа в честь Дианы Райт, лучшей подруги Ани. Очень доверчива, любит захватывающие истории.
- Ширли Блайт, сын Ани и Гилберта, назван по Аниной девичьей фамилии. Аня была очень слаба после его рождения, и его выхаживала Сюзан Бейкер. С тех пор Сюзан считает Ширли чуть ли не своим сыном.
- Рилла (Берта Марилла) Блайт, младшая дочка Ани и Гилберта, названа в честь матери Ани Берты и Мариллы Касберт.
- Сюзан Бейкер, домоправительница, няня и верная подруга Блайтов. Из Аниных детей больше всех любит Ширли. Ненавидит тётю Мэри Мерайю.
- Мэри Мерайя Блайт, дальняя родственница Гилберта. Вечно недовольная, раздражительная, придирчивая старая брюзга. Распоряжалась в Инглсайде как хозяйка. Ко всеобщему облегчению, обиделась на Аню и уехала в собственный день рожденья.

## Другие книги об Ане Ширли
| #                                | Книга                        | Дата опубликования | Возраст Ани Ширли |
| 1                                | Аня из Зелёных Мезонинов     | 1908               | 11—16             |
| 2                                | Аня из Авонлеи               | 1909               | 16—18             |
| 3                                | Аня с острова Принца Эдуарда | 1915               | 18—22             |
| 4                                | Аня из Шумящих Тополей       | 1936               | 22—25             |
| 5                                | Анин Дом Мечты               | 1917               | 25—27             |
| 6                                | Аня из Инглсайда             | 1939               | 34—40             |
| 7                                | Аня и Долина Радуг           | 1919               | 41                |
| 8                                | Рилла из Инглсайда           | 1921               | 49—53             |
|                                  |                              |                    |                   |
| Книги, в которых упоминается Аня |                              |                    |                   |
| #                                | Книга                        | Дата опубликования | Возраст Ани Ширли |
| —                                | Хроники Авонлеи              | 1912               | —                 |
| —                                | Дальнейшие хроники Авонлеи   | 1920               | —                 |
| —                                | Цитируя Блайтов              | 2009               | —                 |